# شری بریتون
شری بریتون (انگلیسی: Sherry Britton؛ ‏ ۲۸ ژوئیهٔ ۱۹۱۸ – ۱ آوریل ۲۰۰۸) هنرمند بورلسک، رقص و بازیگر اهل ایالات متحده آمریکا بود که در دهه‌های ۱۹۳۰ تا اوایل ۱۹۴۰ فعال بود. دور کمر او با قد ۱٫۶۰ سانتیمتری، تنها ۴۶ سانتی‌متر بود و در آن دوران معروف بود که «می‌توان برای هیکلش، جان داد». گفته می‌شود وی نام هنری‌اش را هنگامی انتخاب کرد که واژه شری را روی یک بطری در یک مشروب‌فروشی مشاهده کرد.
او در جریان جنگ جهانی دوم بیشتر وقتش را صرف سرگرم نمودن سربازان و نیروهای آمریکایی کرد و به همین دلیل فرانکلین دلانو روزولت به او درجهٔ «سرتیپ افتخاری» داد.
او در ۴۰ سالگی در کلوپ‌های شبانه واشینگتن، دی.سی. برنامه اجرا می‌کرد. او در سال ۱۹۷۱ در سومین ازدواج خود با سرمایه‌دار آمریکایی «رابرت گراس» پیمان زناشویی بست و گراس او را وادار کرد به تحصیلات عالی بپردازد. شری با آنکه دبیرستان نرفته بود، با تشویق همسرش به دانشگاه فوردهام رفت و به سبب بهره هوشی بسیار بالا، دانشجوی ممتاز شد و با درجه عالی‌رتبه در سال ۱۹۸۲ میلادی و در سن ۶۳ سالگی فارغ‌التحصیل شد. شری پس از مرگ همسرش در سال ۱۹۹۰ خود را بازنشسته کرد و تنها در سن ۷۵ سالگی به صحنه بازگشت و در سال ۱۹۹۳ در هتل مرییات مارکی نیویورک برنامه‌ای اجرا کرد. شری بریتون در ۱ آوریل ۲۰۰۸ به‌دلیل کهولت سن در نیویورک درگذشت.
از فیلم‌هایی که وی در آن‌ها نقش داشته است، می‌توان به چیزهای زیبا اشاره نمود.